# Dierna acanthusalis
Dierna acanthusalis là một loài bướm đêm trong họ Noctuidae.